# Plain Old Documentation
Pour les articles homonymes, voir POD.
POD ou Pod, sigle de Plain Old Documentation est un format de documentation, c'est le langage de balisage léger utilisé par le langage de programmation Perl.
Une version améliorée, parfois nommée Pod6, a été conçue pour Perl 6,.